# Exzenterhaus

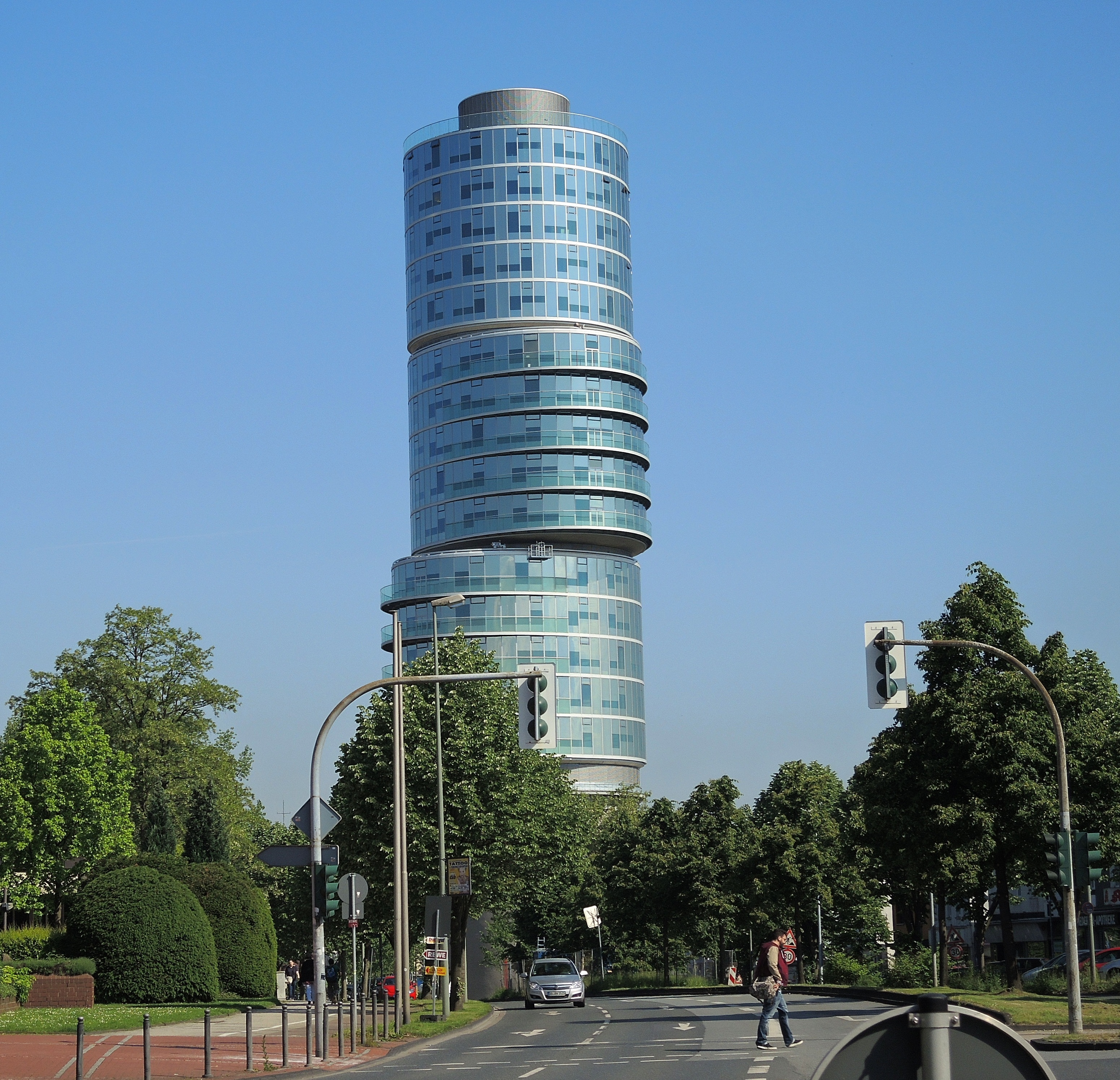
Exzenterhaus Bochum

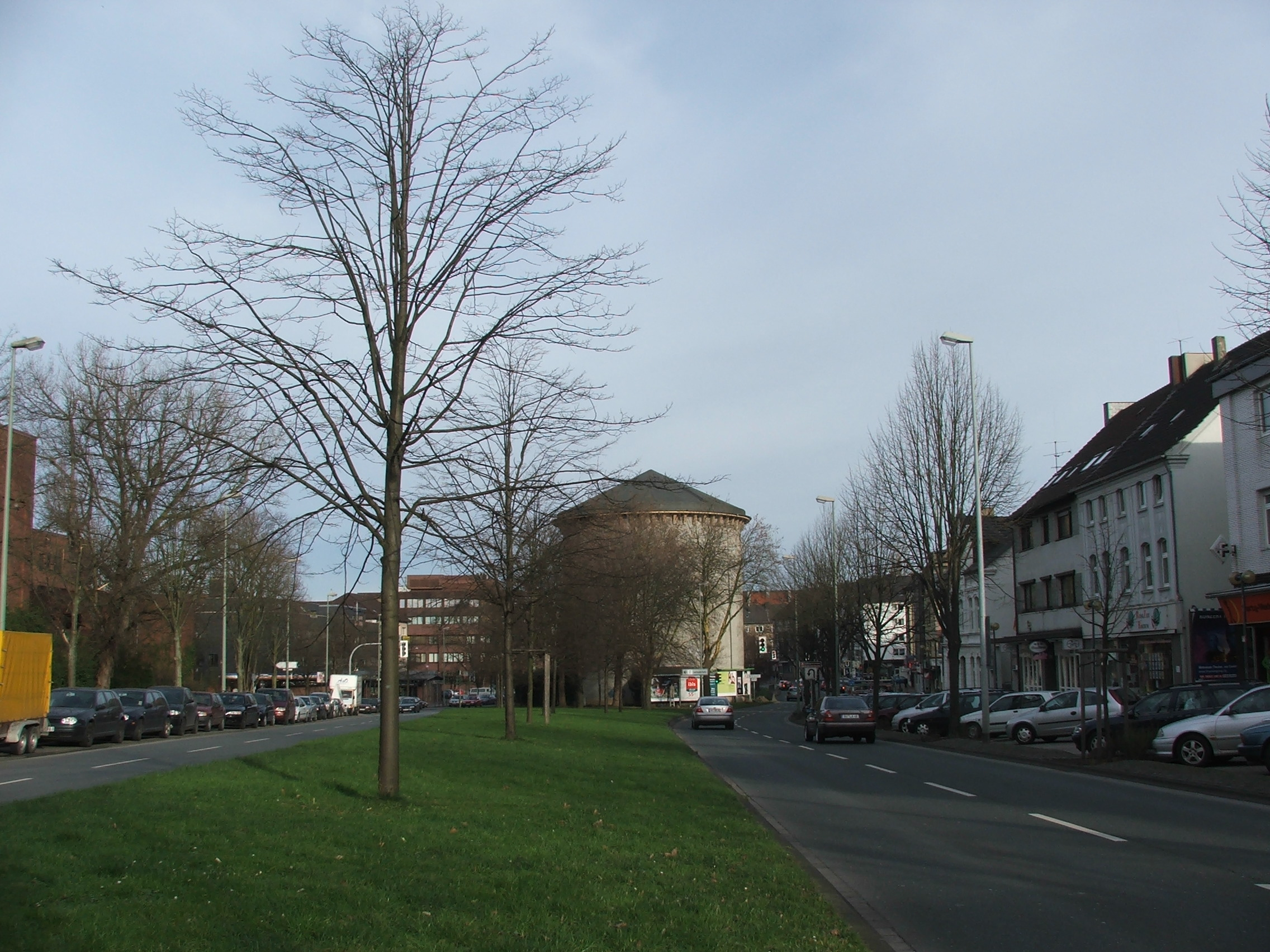
Der Bunker in der Universitätsstraße, Februar 2007.

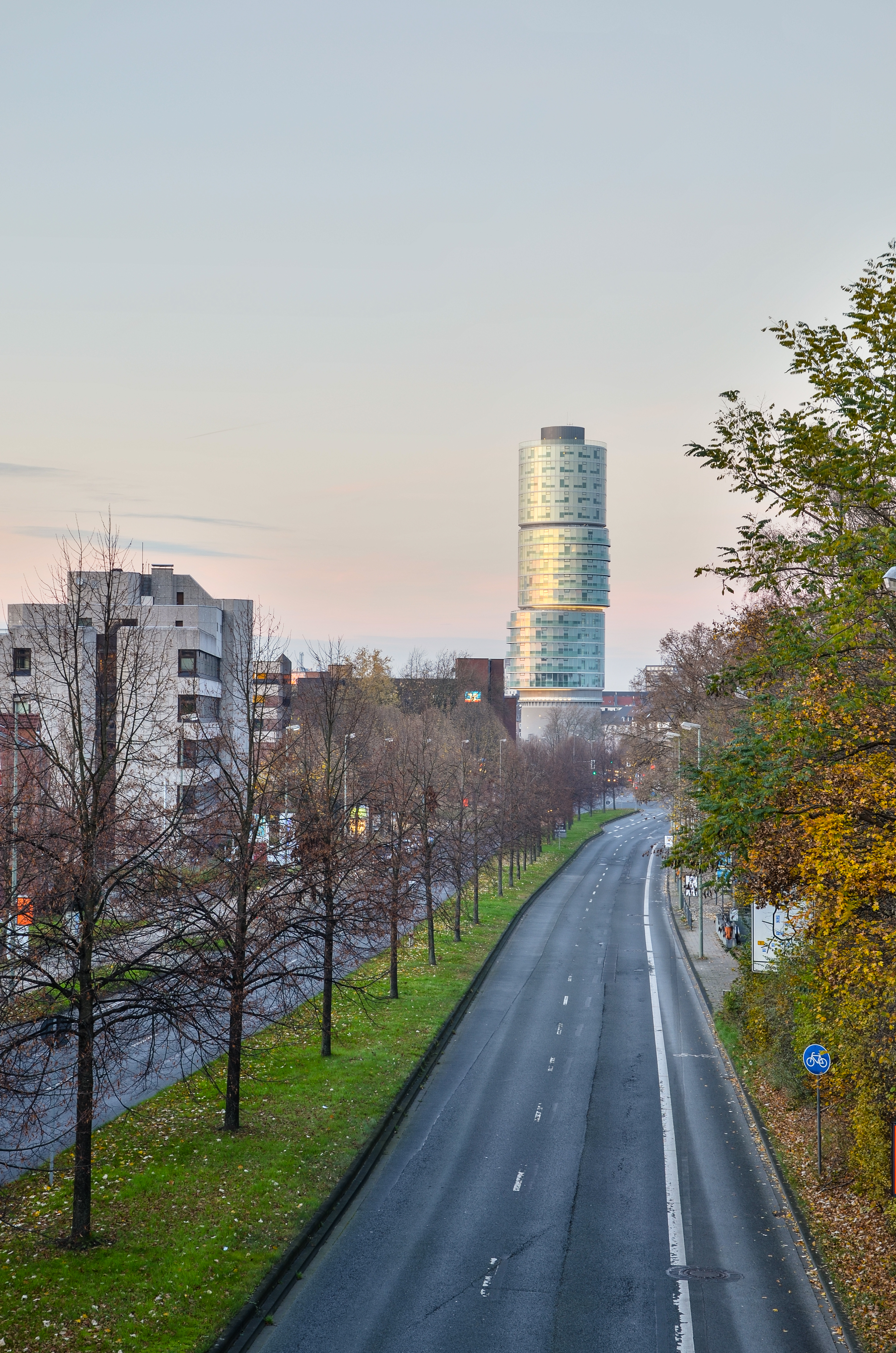
Exzenterhaus Unistraße

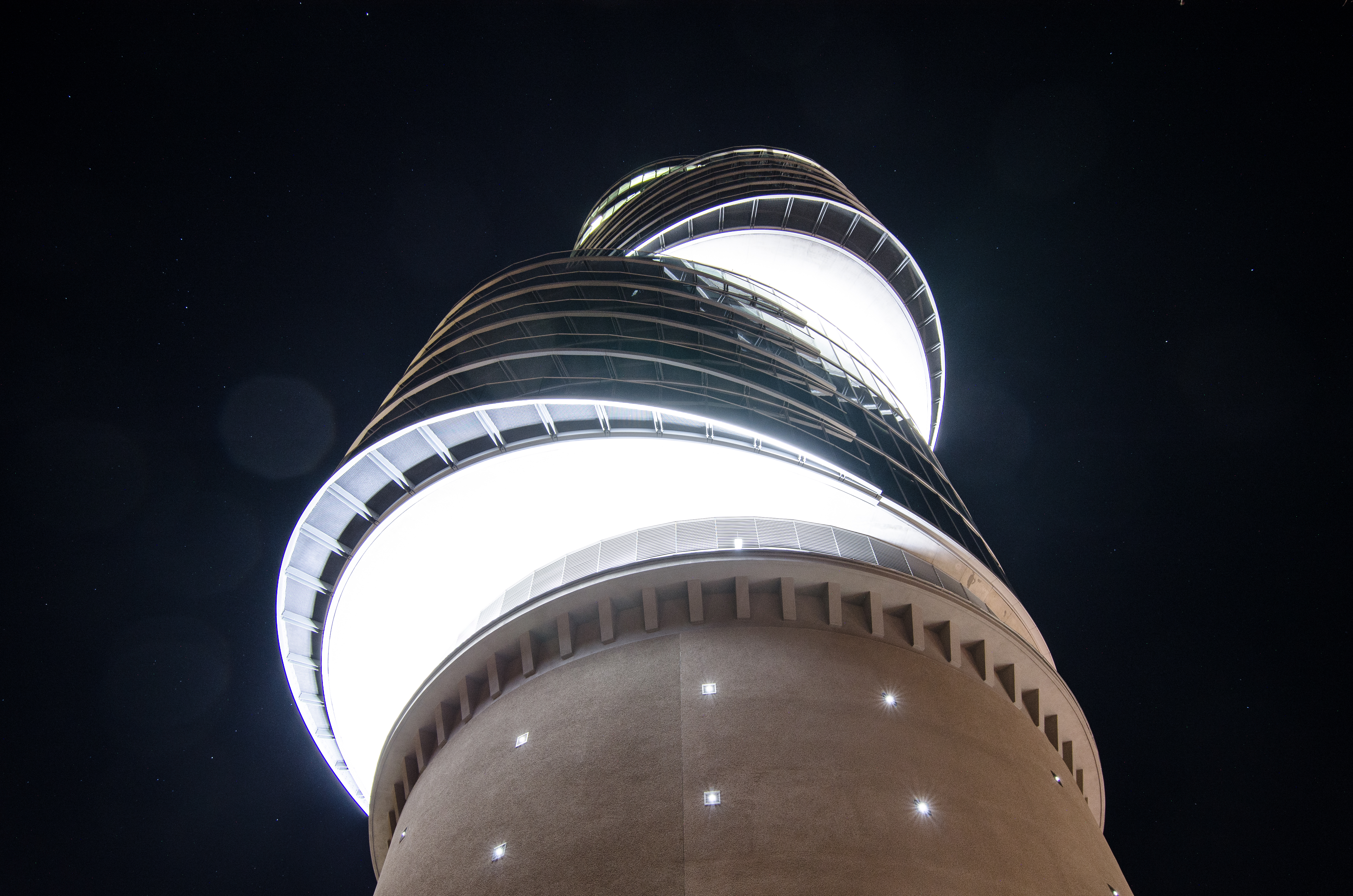
Exzenterhaus bei Nacht

Das Exzenterhaus (von lat. ex centro: aus der Mitte) ist ein Bürohochhaus an der Universitätsstraße in Bochum. Es überbaut einen ehemals denkmalgeschützten siebengeschossigen Luftschutzbunker aus dem Jahr 1942. Das von der Logos Gruppe initiierte und von dem Berliner Architekten Gerhard Spangenberg entworfene Gebäude stellt mit seiner Höhe von 89 m eine weithin sichtbare Landmarke dar. Es ist im Jahr der Fertigstellung 2013 das höchste Bürogebäude der Region Mittleres Ruhrgebiet.

## Architektur
Auf den 22 m hohen, auf einer Verkehrmittelinsel liegenden Bunker als Fundament wurde ein 15-stöckiger Gebäudekörper aufgesetzt. Jeweils fünf übereinander liegende Geschosse sind zusammengefasst, so dass drei Abschnitte entstehen, die in ihrer ovalen Grundrissform gegeneinander verdreht sind und in unterschiedliche Richtungen zeigen. Der untere Abschnitt zeigt in Richtung des nahen Grüns, der mittlere zur Ruhr-Universität und der obere zu den Hochhäusern der Innenstadt. 
Jeder der drei fünfgeschossigen Abschnitte hat dieselbe Höhe wie der überbaute Luftschutzbunker.

## Luftschutzbunker
Der im Rohbau 1942 fertiggestellte Rundbunker aus Stahlbeton (Architekt Friedrich Kirchmeier) war ausgelegt für 520 Liege- und 52 Sitzplätze, wobei er bei Luftangriffen auf Bochum mit mehr als 3000 Personen besetzt war. Es handelte sich um Bochums einzigen Rundbunker. Mit der Auflösung der Fachämter für Zivilschutz ging die Verfügung über den denkmalgeschützten Hochbunker Universitätsstraße auf die Stadt Bochum über. Nach verschiedenen Zwischennutzungen stand der Bunker ohne Perspektive für nachhaltige Folgenutzungen leer.

## Hochhaus
In einem Investorenwettbewerb wurden im Jahr 1999 durch die Stadt Bochum verschiedene architektonische und Nutzungsvarianten geprüft. Nachdem die von der Verwaltung anfänglich präferierte Nutzungsvision der Architektin Anja Schnitzler, die in Kooperationsgesprächen mit der Hopf Gruppe (Hotel im Wasserturm, Köln) und Christian Stratmann, dem Betreiber des Mondpalasts in Herne-Wanne, für dieses Projekt stand, gescheitert war, wurde im Jahr 2004 die Logos Gruppe erneut in die Entwicklung der Zukunftsvision für diesen Standort einbezogen. Bereits 1999 war von ihr die Vision eines Hochhauses als überbauter Hochbunker entwickelt und vorgestellt worden. Während die damalige Konzeption nur fünf transparente Geschosse auf dem als Sockel dienenden Hochbunker vorsah, wurde im Jahr 2004 von der Logos Gruppe nunmehr ein Hybridkörper mit 15 Geschossen geplant. Mit Gerhard Spangenberg, Berlin (Treptowers) konnte ein renommierter Architekt für die eigens gegründete „Arbeitsgemeinschaft Bunker Universitätsstraße“ gewonnen werden. Die Realisierung des Bauvorhabens erfolgte in den Jahren 2008 bis 2013 durch die Exzenterhaus Bochum GmbH & Co KG.
Bereits früh nach Bekanntwerden der Bebauungspläne bildete sich eine „Bürgerinitiative Rundbunker“, die zum Ziel hatte, das Bauvorhaben zu verhindern. Die ab dem Jahr 2008 von ihr eingereichten Klagen waren in mehreren Instanzen erfolglos.